# Republikeinse Partij (Wit-Rusland)
De Republikeinse Partij (Wit-Russisch: Рэспубліканская партыя, Respoeblikanskaja Partija; Russisch: Республиканская партия, Respoeblikanskaja partija) is een Wit-Russische politieke partij die het beleid van president Aleksandr Loekasjenko ondersteund. De partij werd op 12 maart 1994 opgericht
Sinds 1999 wordt de partij geleid door Oeladzimir Belazor. Bij de verschillende parlementsverkiezingen heeft de Republikeinse Partij nog nooit een zetel gewonnen in de Nationale Vergadering. 
De Republikeinse Partij kent geen goed omschreven ideologie. De partij beschouwd zichzelf als centristisch en voorstander van nauwe samenwerking tussen de staten van de voormalige Sovjet-Unie. De Republikeinse Partij streeft naar een sociale markteconomie. Op landelijk niveau maakt de partij deel uit van de Republikeinse Coördinatieraad van regeringsgezinde partijen.